# Filip VI.
Filip VI. (šp. Felipe VI, IPA: [feˈlipe ˈseks.to]; Madrid, 30. siječnja 1968.), kralj Španjolske. Naslijedio je prijestolje 19. lipnja 2014. po abdikaciji svojeg oca, kralja Juana Carlosa I.
U skladu sa španjolskim ustavom monarh je šef države i vrhovni zapovjednik Španjolskih oružanih snaga. te također ima ulogu u promicanju odnosa s Iberoamerikom, "nacijama svoje povijesne zajednice".

## Titule, oslovljavanja, počasti i grbovi
- 30. siječnja 1968. – 22. siječnja 1977.: Njegova Kraljevska Visost infant Felipe Španjolski
- 22. siječnja 1977. – 18. lipnja 2014.: Njegova Kraljevska Visost princ Asturijski
  - u nekadašnjim teritorijima aragonske krune: 22. siječnja 1977. – 19. lipnja 2014.: Njegova Kraljevska Visost princ Gironski
  - u nekadašnjim teritorijima Kraljevine Navarre: 22. siječnja 1977. – 19. lipnja 2014.: Njegova Kraljevska Visost princ Vianski
- 19. lipnja 2014. – danas: Njegovo Veličanstvo Kralj

## Vanjske poveznice
- španjolska monarhija
- Zaklada princa Asturijskog
- preci Letizije Ortiz Rocasolano (r. 1972)
- obiteljsko stablo princa Asturijskog
- titula princa Asturijskog (na španjolskom)
- biografija Felipe VI. Španjolskog (CIDOB)  Arhivirana inačica izvorne stranice od 25. lipnja 2014. (Wayback Machine)